# Elecciones provinciales de Argentina de 2006
En 2006 se realizaron elecciones en las provincias Argentinas de Misiones y Tucumán para reformar o no sus constituciones provinciales.

## Cronograma
| Provincia | Fecha                 | Convencionales |
| --------- | --------------------- | -------------- |
| Misiones  | 29 de octubre de 2006 | 35             |
| Tucumán   | 19 de febrero de 2006 | 40             |

## Misiones
Elecciones el 29 de octubre.
|  | 56,59 % |

|  | 43,41 % |

|  | 98,11 % |

|  | 1,17 % |

|  | 0,72 % |

|  | 69,27 % |

|  | 30,73 % |

|  | 100 % |

## Tucumán
Elecciones el 19 de febrero. Tuvo estos resultados:
- Frente para la Victoria (Partido Justicialista, Cambio 2000, Vanguardia Provincial, Patria Libre, Voluntad Objetiva de Servir, Cambio Democrático, y Movimiento de Integración y Desarrollo): 392.340 votos, 32 bancas
- Frente Participación para el Cambio / Participación Cívica para la Victoria (Participación Cívica, y Frente Grande): 63.877 votos, 4 bancas
- Partido Obrero: 36.570 votos, 2 bancas
- Acuerdo Social para la Inclusión (Partido Demócrata Cristiano, Partido Socialista, y Alternativa para una República de Iguales): 26.960 votos, 1 banca
- Unión Cívica Radical: 21.700 votos, 1 banca